# Jelena Tjernjavskaja
Jelena Tjernjavskaja (ryska: Елена Чернявская) född 13 april 1978 är en rysk före detta sjukampare.
Vid friidrotts-VM i Paris 2003 slutade hon sammanlagt på en 16:e plats med 5 969 poäng efter att ha uppnått resultaten:
- 100 m häck - 13,85 (8)
- Höjdhopp - 1,76 (17)
- Kulstötning - 12,76 (17)
- 200 m - 25,03 (18)
- Längdhopp - 5,99 (12)
- Spjut - 37,83 (18)
- 800 m - 2.09,38 (2)

## Personliga rekord
Jelena Tjernjavskajas personliga rekord i sjukampsgrenarna är följande:
- 100 m häck - 13,71
- Höjdhopp - 1,88
- Kulstötning - 13,36
- 200 m - 24,12
- Längdhopp - 6,33
- Spjut - 42,89
- 800 m - 2.03,40